# Koldobika
Koldobika, abreviado Koldo, es un nombre propio masculino vasco (creado por Sabino Arana), cuyo equivalente en español es Luis. Hace referencia a varios artículos:

## Personas
- Koldo Aguirre, exfutbolista y entrenador;
- Koldo Álvarez, exfutbolista y entrenador;
- Koldo Chamorro, fotógrafo miembro del grupo Alabern;
- Koldo Fernández de Larrea, ciclista español;
- Koldo García, Asesor del gobierno socialista;
- Koldo Gil, exciclista;
- Koldo Losada, actor;
- Koldo Mitxelena, autoridad en estudios sobre la lengua vasca;
- Koldo Serra, director de cine;
- Jon Koldo Urien, exciclista español.

- Todas las páginas que comienzan por «Koldo».

- Datos: Q51881503